# Mycosphaerella coffeicola
Mycosphaerella coffeicola är en svampart som först beskrevs av Mordecai Cubitt Cooke, och fick sitt nu gällande namn av J.A. Stev. & Wellman 1944. Mycosphaerella coffeicola ingår i släktet Mycosphaerella och familjen Mycosphaerellaceae.   Inga underarter finns listade i Catalogue of Life.